# Sitio de Xitlapehua
Sitio de Xitlapehua là một đô thị thuộc bang Oaxaca, Mexico. Năm 2005, dân số của đô thị này là 705 người.